# Менатеп (холдинг)
Group MENATEP Limited (GML) — компания, зарегистрированная на Гибралтаре. Опосредованно GML являлась основным акционером ОАО «НК „ЮКОС“».

## История
5 сентября 1997 года в Гибралтаре была зарегистрирована компания «Flaymon Limited».
14 октября 1997 года М. Б. Ходорковский и П. Л. Лебедев получили в Центральном банке РФ разрешение на приобретение акций компании «Flaymon Limited» на общую сумму до 10 тыс. $.
29 декабря 1997 года «Flaymon Limited» была переименована в «Group MENATEP Limited» с уставным капиталом 20 млн фунтов стерлингов.

## Структура собственности
По состоянию на 27 октября 1997 года акционерный капитал «Flaymon Limited» состоял из 5 млн акций, которые были распределены следующим образом:
- Ходорковский М. Б. — 10,5 % акций;
- Брудно М. Б. — 7,75 % акций;
- Лебедев П. Л. — 7,75 % акций;
- Дубов В. М. — 7,75 % акций;
- Невзлин Л. Б. — 9 % акций;
- Голубович А. Д. — 5 % акций;
- в доверительном управлении у лихтенштейнской компании «Palmus Foundation» — 50 % акций;
- в доверительном управлении у гражданина Кипра Кристофора Кристиса — 2 % акций.

16 августа 2001 года акционерный капитал GML был перераспределён, в результате чего состав акционеров стал выглядеть следующим образом:
- Ходорковский М. Б. — 9,5 % акций;
- Брудно М. Б. — 7 % акций;
- Лебедев П. Л. — 7 % акций;
- Дубов В. М. — 7 % акций;
- Невзлин Л. Б. — 8 % акций;
- Голубович А. Д. — 4,5 % акций;
- Шахновский В. С. — 7 % акций;
- в доверительном управлении у лихтенштейнской компании «Palmus Foundation» — 50 % акций.

По состоянию на 19 июня 2002 года акционерный капитал GML был распределён следующим образом:
- Ходорковский М. Б. — 9,5 % акций;
- Брудно М. Б. — 7 % акций;
- Лебедев П. Л. — 7 % акций;
- Дубов В. М. — 7 % акций;
- Невзлин Л. Б. — 8 % акций;
- Шахновский В. С. — 7 % акций;
- «Special Trust Arrangement» — 50 % акций;
- Другие — 4,5 % акций.

Единственным бенефициаром трастового фонда «Special Trust Arrangement» по состоянию на 19 июня 2002 года являлся Михаил Ходорковский.

## Активы
В период с 2000 по 2002 год холдинг GML имел следующую структуру активов:
- GML
  - «Yukos Universal Limited», 100 % акций приндалежали GML, регистрация: остров Мэн[1].
    - «Hulley Enterprises Limited», 100 %, зарегистрированной на Кипре[1].
      - ОАО «НК „ЮКОС“»
        - 52 % акций на Апрель 2000 года[1].
        - 61 % акций на 19 Июня 2002 года.[3]

      - «Barion Enterprises Limited», 100 % акций.[1]
      - «Kincaid Enterprises Limited», 100 % акций.[1]
      - «Cayard Enterprises Limited», 100 % акций.[1]
      - «Temerain Enterprises Limited», 100 % акций.[1]
      - «Wandsworth Enterprises Limited», 100 % акций.[1]

  - Банк МЕНАТЕП Спб (на 2002 год)[3][4].
  - Доверительный и инвестиционный банк (на 2002 год)[3][4].

## Руководство
Директорами GML являлись М. Б. Ходорковский и П. Л. Лебедев. После ареста Лебедева в 2003 году директором стал Стивен Кертис.